# Jean de Saint-Bonnet de Toiras
Jean Caylar d'Anduze de Saint Bonnet de Toiras, francoski maršal, * 1. marec 1585, Saint-Jean-de-Gardonennque (Languedoc), † 14. junij 1636, Fontaneto d'Agogna (Milano).
Toiras se je v času verskih vojn, leta 1625, boril proti protestantskemu voditelju vojvodu Soubiseu, pri otoku Île de Ré. Po njegovem zavzetju je pridobil grofovski naslov in postal guverner otoka. Leta 1627 se je uspešno zoperstavil obleganju Saint-Martin-de-Réja pod poveljstvom buckinghamskega vojvoda Georga Villiersa, ki se je moral po treh mesecih prisiljen umakniti. Leta 1630 je Toiras prejel najvišje vojaško odlikovanje - maršal Francije. Umrl je kot poveljnik Savojske armade v času tridesetletne vojne med bojem proti Avstrijcem pri Milanu leta 1636.